# المزرعة (مسلسل)
المزرعة (بالإنجليزية: The Ranch) مُسلسل كوميدي أمريكي عُرض على نيتفليكس في أبريل 2016، من إعداد دون ريو وجيم باتيرسون، وبطولة أشتون كوتشر، داني ماسترسون، ديبرا وينجرو سام إليوت. تكون الموسم الأول من عشرة حلقات، وبدأ عرضهُ في 1 أبريل، 2016. في أبريل، 2016، جدد المُسلسل لموسم ثاني.

## قصة المسلسل
تقع أحداث المُسلسل في مزرعة في غاريسون، كولورادو، ويحاكي قصة الأخوين كولت بينيت (أشتون كوتشر) وجيمسون «روستر» بينيت (داني ماسترسون) وهم يحاول إدارة أعمالهم.

## الممثلين والشخصيات

### شخصيات رئيسية
- أشتون كوتشر بدور كولت بينيت
- داني ماسترسون بدور جيمسون «روستر» بينيت
- ديبرا وينجر بدور مارغريت «ماغي» بينيت
- سام إليوت بدور بية بينيت

### شخصيات ثانوية
- إليشا كثبيرت بدور آبي فيليبس
- كيلي غاس بدور هيذر
- ميغان برايس بدور ماري
- بيت هاريسون بدور كينيث «كيني» بالارد
- غرادي لي ريتشموند بدور هانك
- باري غوربن بدور دايل
- لاورا فاليخو بدور ماريا

## وصلات خارجية
المزرعة على موقع IMDb (الإنجليزية)
- المزرعة على موقع ميتاكريتيك (الإنجليزية)
- المزرعة على موقع روتن توميتوز (الإنجليزية)
- المزرعة على موقع نتفليكس (الإنجليزية)
- المزرعة على موقع كينوبويسك (الروسية)
- المزرعة على موقع ألو سيني (الفرنسية)
- المزرعة على موقع قاعدة بيانات الفيلم (الإنجليزية)